# 이제정
이제정(李濟楨, 1883년 12월 26일 ~ 1933년 9월 11일)은 대한제국과 일제강점기의 군인으로, 본관은 태안이며 본적은 서울특별시 종로구 필운동이다.

## 생애
1902년 7월 6일 대한제국 육군 참위로 임명되었으며 1904년부터 1907년까지 진위대와 시위대 소속으로 복무했다. 1906년 10월 18일 대한제국 육군 보병 부위로 임명되었고 1907년 근위보병중대 소속으로 복무했다.
1910년 9월 한일 병합 조약이 체결된 뒤 조선총독부가 신설한 이왕직 왕실 호위 부대인 조선보병대 중대 소속으로 복무했으며 1912년 8월 1일 일본 정부로부터 한국 병합 기념장을 받았고 1915년 11월 10일 다이쇼 대례 기념장을 받았다.
1918년 10월 의주헌병대 소속으로 복무했으며 평안북도 경무부 소속으로 복무 중이던 1919년 4월 8일 블라디보스토크로 파견되었다. 일본의 시베리아 개입이 진행 중이던 1919년 4월부터 1920년까지 블라디보스토크 파견군 헌병사령부 소속으로 참전하는 한편 박두영 참령과 함께 연해주 일대에서 정보 수집과 조선인 회유 공작 활동 등을 펼쳤다.
1920년 4월 일본 정부로부터 훈6등 서보장을 받았고 1926년 8월 일본 제국 육군 보병 소좌로 임명되었다. 1927년 조선보병대 대장으로 임명되었고 1931년 4월 10일 조선보병대 폐지와 함께 퇴역할 때까지 복무했다. 1928년 11월 일본 정부로부터 훈4등 서보장을 받았고 1931년 5월 일본 정부로부터 조선보병대 폐지에 따라 지급한 특별상여금 1,195원과 퇴직특별사금 및 수당 7,650원을 받았다.
민족문제연구소의 친일인명사전 수록자 명단의 군 부문과 친일반민족행위진상규명위원회가 발표한 친일반민족행위 705인 명단에 포함되었다.

## 참고자료
- 친일반민족행위진상규명위원회 (2009). 〈이제정〉. 《친일반민족행위진상규명 보고서 Ⅳ-14》. 서울. 83~97쪽.